# Brigitte Haas
Brigitte Haas (Vaduz, 1964 –) liechtensteini politikus.

## Élete
Schaanban nőtt fel. Iskola után az állami adminisztrációban dolgozott és szakmát tanult, majd érettségizett és a Zürichi Egyetemen jogtudományt tanult. 2019 augusztusa óta a liechtensteini Kereskedelmi és Iparkamara ügyvezető igazgatója.
A 2025-ös választáson a liechtensteini kormányfő  jelöltje volt. Mivel az ő pártja a választás 38,3 %-kal a legerősebb part lett,  Haas várhatóan 2025 márciusában lesz a kormányfő. Ő az első nő, aki Liechtenstein kormányfőjének pozícióját öltözi. 
Haas Mauren polgára. Házas és Vaduzban él.

## Fordítás
- Ez a szócikk részben vagy egészben  a   Brigitte Haas című német Wikipédia-szócikk fordításán alapul.  Az eredeti cikk szerkesztőit annak laptörténete sorolja fel. Ez a jelzés csupán a megfogalmazás eredetét és a szerzői jogokat jelzi, nem szolgál a cikkben szereplő információk forrásmegjelöléseként.